# Massimo Valentini (musicista)
Massimo Valentini (Urbania, 18 aprile 1978) è un sassofonista italiano.

## Biografia
Massimo Valentini, intraprese lo studio della musica all'età di cinque anni con la banda musicale di Urbania, inizialmente con il flauto traverso, successivamente studiò pianoforte e nel 1992 intraprese lo studio del sassofono con il M ° Guerrino Parri, studio che proseguirà sotto la guida del M ° Federico Mondelci presso il Conservatorio G. Rossini di Pesaro, dove si diplomerà nel 2001 con il massimo dei voti e la lode. Si perfezionerà inoltre dal 2001 al 2005 con il M ° John Sampen, il M° Steaven Jordaim e con il M° Arno Bornkamp al conservatorio superiore di Amsterdam.
Nel 2005 si Laurea in arrangiamento e composizione Jazz con il M ° Bruno Tommaso al conservatorio G.Rossini di Pesaro.
Dal 1993 prosegue gli studi e l'attività dedicandosi a progetti misti di musica classica, world music, musica etnica, musica leggera, musica antica e musica contemporanea.
Negli anni ha avuto modo di collaborare, tra gli altri, con Javier Girotto, Fabrizio Bosso, Raphael Gualazzi, Antonella Ruggiero, Federico Mondelci, Elisa Ridolfi.
Nel 2014 crea la corrente musicale Jumble Music.
Dal 2007 collabora con il pianista e compositore Paolo Marzocchi e con i registi Chiara Sambuchi (LAVA FILMS BERLIN) e Michal Kosakowsky per la composizione di musica per le immagini. 
Nel 2016 viene nominato direttore artistico del Urbino Jazz Club, del festival “Urbino Plays Jazz” e “Urbino Plays Jazz Around", ruolo che manterrà fino al 2019, dal 2020 ricopre il ruolo di direttore artistico del festival "Around Music Fest".

## Progetti e collaborazioni
- Grupo Strumental Picasso
- Javier Girotto e l'Atem Saxophone Quartet
- Italian Saxophone Orchestra
- Del Barrio
- Massimo Valentini e Orizzonti Sexteto
- Massimo Valentini Jumble Music
- Aires Tango e Atem Quartet
- Massimo Valentini e Wanderson Lopez
- Massimo Valentini e Brass Groove Brazil
- Antonella Ruggero e Del Barrio
- Raphael Gualazzi
- Fabrizio Bosso
- Massimo Valentini e Luiz Meira
- Massimo Valentini e Yakir Arbib

## Discografia
- 2008 - Encore - (Atem Quartet)
- 2008 - Suix - (Parco della Musica Records)
- 2011 - Reality and Fantasy - Raphael Gualazzi - (sugar music)
- 2011 - Adriano Celentano - Facciamo Finta Che Sia Vero (Universal Music Group)
- 2013 - Araucanos - (JG Records)
- 2013 - 24 Duetti Charles Koechlin - (Brilliant Classics)
- 2016 - Orizzonti Sexeto
- 2016 - Jumble Music (Abeat Records)
- 2020 - Aprender a ser Rio
- 2021 - MICO feat Fabrizio Bosso (Abeat Records)
- 2023 - NUDO (Abeat Records)

## Opere musicali
- Greek for Cl.bs Pf - 2007
- Greek for Sax Quartet - 2007
- Piani alti for Bass Saxophone and Electronic - 2009
- Sitarsax for Sax Quartet and Electronic - 2008
- Fanolla Boniste for Jumbe Music Project 2016
- Batte e Ribatte for Jumble Music Project 2016
- C.M for Jumble Music Project 2016
- Giardino Dorato for Jumble Music Project 2016
- Neve d'Oriente for Jumble Music Project 2016
- Saturday PM for Jumble Music Project 2016
- Treno Tra Colori for Jumble Music Project 2016
- Meat Inside Meat for Jumble Music Project 2016

## Relevant Festival
- - Jazz Vision
- - Durante Festival
- - Jazzwoche
- - Jazz Al Castello
- - Dolomiti Ski Jazz
- - UNESCO in Musica - International Jazz Day -   Fano Jazz
- - Rio Das Ostras Jazz e Blus
- - Santa Jazz Festival
- - Orta Jazz Festival
- - Civitanova Jazz Festival
- - Pisa Jazz
- - SaxArts Festival
- - Luglio Suona Bene
- - Nancy Jazz Pulsations
- - Nimes Jazz Festival
- - Festival Verdiano
- - Ingolstadt Jazztage
- - Jazzfest Aalen
- - Leverkusener Jazztage
- - Ravello Festival
- - Trasimeno Blues
- - Esperanzah Festival
- - Eurovision Song Contest
- - Jazz a Saint Germain de Près
- - Wind Music Awards
- 2011 - Jazz sous les Pommiers
- 2011 - Django Reinarth Festival